# La Falaise (film, 2002)
Cet article concerne le film de 2002. Pour le film de 1999, voir La Falaise (film, 1999). Pour la commune, voir La Falaise.
Pour plus de détails, voir Fiche technique et Distribution.
La Falaise (Der Felsen) est un film allemand réalisé par Dominik Graf, sorti en 2002.

## Synopsis
Katrin et Jürgen passent leurs vacances ensemble en Corse. Celui-ci finit par la laisser pour retrouver sa femme légitime. Elle rencontre alors Malte, un jeune homme de 17 ans.

## Fiche technique
- Titre : La Falaise
- Titre original : Der Felsen
- Réalisation : Dominik Graf
- Scénario : Markus Busch et Dominik Graf
- Musique : Dieter Schleip
- Photographie : Benedict Neuenfels
- Montage : Hana Müllner
- Production : Christine Berg, Gloria Burkert et Caroline von Senden
- Société de production : Bavaria Film, MTM Medien & Television, Starhaus Filmproduktion et ZDF
- Pays :  Allemagne
- Genre : Drame et thriller
- Durée : 122 minutes
- Dates de sortie : 
  -  Allemagne : 25 juillet 2002

## Distribution
- Karoline Eichhorn : Katrin Engelhardt
- Antonio Wannek : Malte Gosrau
- Sebastian Urzendowsky : Kai Gosrau
- Ralph Herforth : Jürgen Benthagen
- Peter Lohmeyer : Robert
- Lothar Bakan : le père de Malte
- Peter Benedict : Bernhard
- Dirk Borchardt : Gerd
- Guy Cimino : Joseph
- Soraya Sala : serveuse italienne (comme Soraya Gomaa)

## Distinctions
Le film a été présenté en sélection officielle en compétition lors de Berlinale 2002.